# باشگاه فوتبال فلوریانا
باشگاه فوتبال فلوریانا (انگلیسی: Floriana F.C.) یک باشگاه فوتبال در فلوریانا، مالت است.